# DNMT3B
L'ADN (cytosine-5-)-méthyltransférase 3 bêta est une enzyme qui, chez l'homme, est codée par le gène DNMT3B. Les mutations dans ce gène sont associées à une immunodéficience et à une instabilité centromèrique et syndrome d'anomalies faciales.

## Fonction
La méthylation CpG est une modification épigénétique importante pour le développement embryonnaire , l’empreintage parental et l’inactivation du chromosome X. Des études chez la souris ont démontré que la méthylation de l'ADN est nécessaire au développement des mammifères. Ce gène encode une ADN méthyltransférase dont on pense qu'il fonctionne dans la méthylation de novo, plutôt que dans la maintenance de la méthylation. La protéine est principalement localiseée dans le noyau et son expression est régulée par au cours du développement. Huit variants d'épissage alternatifs de transcrits ont été décrits. Les séquences complètes des variantes 4 et 5 n'ont pas encore été déterminées.
DNMT3B est requise pour la méthylation de novo à l'échelle du génome et est essentielle pour l'établissement de schémas de méthylation de l'ADN au cours du développement. La méthylation de l'ADN est coordonnée avec la méthylation des histones. DNMT3B peut préférentiellement méthyler l'ADN nucléosomal dans la région centrale du nucléosome. Elle peut également fonctionner comme co-répresseur de transcription en s'associant à CBX4 et indépendamment de la méthylation de l'ADN. Elle semble être impliquée dans le processus de silençage des gènes. En association avec DNMT1 et via le recrutement de CTCFL / BORIS, DNMT3 est impliquée dans l'activation de l'expression du gène BAG1 en modulant la diméthylation H3 aux résidus K4 et K9 des histones à son promoteur. DNMT3B fonctionne également comme co-represseur transcriptionnel en s'associant à ZHX1. Enfin, elle est requise pour la désactivation de DUX4 dans les cellules somatiques.

## Isoformes
DNMT3B possède 8 isoformes. Les isoformes 4 et 5 ne sont probablement pas fonctionnels en raison de la suppression de deux motifs méthyltransférase conservés.

## Importance clinique
Le syndrome d'immunodéficience-instabilités centromériques-anomalies faciales (ICF) résulte de défauts dans la maturation des lymphocytes résultant d'une méthylation aberrante de l'ADN provoquée par des mutations du gène DNMT3B.
Les variants du gène peuvent également contribuer à la dépendance à la nicotine.

## Interactions
Il a été démontré que DNMT3B interagit avec: 
- CBX5[8],
- DNMT1[8],[9],
- DNMT3A[8],[9],[10],
- KIF4A[11],
- NCAPG[11],
- SMC2[11],
- SUMO1[12]  and
- UBE2I[12].